# ابعد يديك عن إيزوكين!
ابعد يديك عن إيزوكين! (بالإنجليزية: Keep Your Hands Off Eizouken!)‏ هي سلسلة مانغا يابانية تنشر في بيغ كوميك سبيرايتس الشهرية منذ 2016 وتم جمعها في 6 تانكوبون وتم تحويلها لمسلسل أنمي من إنتاج ساينز سارو عرض في يناير حتى مارس 2020.